# National Newspaper Publishers Association
National Newspaper Publishers Association (NNPA) foi fundada em 1940, quando John H. Sengstacke que era do do jornal Chicago Defender organizou uma reunião com outras editoras afro norte-americanas concebidos para "harmonizar as energias em um objetivo comum para o benefício do jornalismo Negro". O grupo decidiu formar então a National Negro Publishers Association. Em 1956, a associação comercial foi rebatizado com o nome National Newspaper Publishers Association.